# Cenopalpus natalensis
Cenopalpus natalensis är en spindeldjursart som först beskrevs av Lawrence 1943.  Cenopalpus natalensis ingår i släktet Cenopalpus och familjen Tenuipalpidae. Inga underarter finns listade i Catalogue of Life.